# Sjeverna Bismarckova ploča
Sjeverna Bismarckova ploča mala je tektonska ploča smještena u Bismarckovom moru uz sjeveroistočnu obalu Nove Gvineje.

## Tektonika
Na sjeveru se sudara s Tihooceanskom pločom i Karolinskom pločom, dio zapadnog dijela subducira ispod ploče Woodlark Nove Gvineje, a od Južne Bismarckove ploče odvojena je divergentnom granicom koja se naziva Bismarckova seizmička lineacija mora (eng.: Bismarck Seismic Sea Lineation, BSSL). Ploča se s Tihooceanskom pločom pomiče na istok. Nalazi se u seizmički vrlo aktivnom području. Između Sjeverne Bismarckove i Karolinske ploče nalazi se Manusova brazda, a između Sjeverne Bismarckove ploče i Tihooceanske ploče nalazi se Brazda Kilinailai. Između Južne i Sjeverne Bismarckove ploče nalazi se mikroploča Manus.